# Cadmium-105
Cadmium-105 of 105Cd is een onstabiele radioactieve isotoop van cadmium, een overgangsmetaal. De isotoop komt van nature niet op Aarde voor.
Cadmium-105 ontstaat onder meer bij het radioactief verval van indium-105.

## Radioactief verval
Cadmium-105 vervalt door β+-verval tot de radio-isotoop zilver-105:
{\displaystyle {\ce {{^{105}_{48}Cd}->{^{105}_{47}Ag}+{e^{+}}+{\nu }_{e}}}}
De halveringstijd bedraagt 55,5 minuten.
94Cd · 95Cd · 96Cd · 97Cd · 98Cd · 98mCd · 99Cd · 100Cd · 101Cd · 102Cd · 103Cd · 104Cd · 105Cd · 106Cd · 107Cd · 108Cd · 109Cd · 109m1Cd · 109m2Cd · 110Cd · 111Cd · 111mCd · 112Cd · 113Cd · 113mCd · 114Cd · 115Cd · 115mCd · 116Cd · 117Cd · 117mCd · 118Cd · 119Cd · 119mCd · 120Cd · 121Cd · 121mCd · 122Cd · 123Cd · 123mCd · 124Cd · 125Cd · 125mCd · 126Cd · 127Cd · 128Cd · 129Cd · 129mCd · 130Cd · 131Cd · 132Cd · 133Cd · 134Cd